# CM-128
El CM-128 es un Camino Municipal que da acceso a la localidad de Picones desde la CL-517. 
Transcurre íntegramente por el municipio de Encinasola de los Comendadores.

## Recorrido
El camino municipal CM-128 tiene su origen en Encinasola de los Comendadores en la intersección con la carretera CL-517, y termina en el encuentro con la carretera CM-VI-2 en Picones.
| Encinasola de los Comendadores (Intersección con ) - Picones (Continuación por ) | Encinasola de los Comendadores (Intersección con ) - Picones (Continuación por ) | Encinasola de los Comendadores (Intersección con ) - Picones (Continuación por ) | Encinasola de los Comendadores (Intersección con ) - Picones (Continuación por ) | Encinasola de los Comendadores (Intersección con ) - Picones (Continuación por ) | Encinasola de los Comendadores (Intersección con ) - Picones (Continuación por ) | Encinasola de los Comendadores (Intersección con ) - Picones (Continuación por ) | Encinasola de los Comendadores (Intersección con ) - Picones (Continuación por ) | Encinasola de los Comendadores (Intersección con ) - Picones (Continuación por ) | Encinasola de los Comendadores (Intersección con ) - Picones (Continuación por ) | Encinasola de los Comendadores (Intersección con ) - Picones (Continuación por ) |
| Esquema                                                                          | PK                                                                               | Sentido Picones                                                                  | Sentido Picones                                                                  | Sentido Picones                                                                  | Sentido Picones                                                                  | Sentido CL-517                                                                   | Sentido CL-517                                                                   | Sentido CL-517                                                                   | Sentido CL-517                                                                   | Notas                                                                            |
| Esquema                                                                          | PK                                                                               | Velocidad                                                                        | Elemento                                                                         | Salida                                                                           | Salida                                                                           | Salida                                                                           | Salida                                                                           | Elemento                                                                         | Velocidad                                                                        | Notas                                                                            |
| Esquema                                                                          | PK                                                                               | Velocidad                                                                        | Elemento                                                                         | Dir.                                                                             | Nombre                                                                           | Nombre                                                                           | Dir.                                                                             | Elemento                                                                         | Velocidad                                                                        | Notas                                                                            |
| -------------------------------------------------------------------------------- | -------------------------------------------------------------------------------- | -------------------------------------------------------------------------------- | -------------------------------------------------------------------------------- | -------------------------------------------------------------------------------- | -------------------------------------------------------------------------------- | -------------------------------------------------------------------------------- | -------------------------------------------------------------------------------- | -------------------------------------------------------------------------------- | -------------------------------------------------------------------------------- | -------------------------------------------------------------------------------- |
|                                                                                  | 0,0                                                                              |                                                                                  |                                                                                  | Cerralbo                                                                         | Cerralbo                                                                         | Cerralbo                                                                         |                                                                                  |                                                                                  |                                                                                  |                                                                                  |
| Vitigudino                                                                       | 0,0                                                                              |                                                                                  |                                                                                  |                                                                                  |                                                                                  |                                                                                  |                                                                                  |                                                                                  |                                                                                  |                                                                                  |
|                                                                                  | 0,6                                                                              |                                                                                  |                                                                                  | PICONES                                                                          | PICONES                                                                          | PICONES                                                                          | PICONES                                                                          |                                                                                  |                                                                                  |                                                                                  |
|                                                                                  | 0,745                                                                            |                                                                                  |                                                                                  | Encinasola de los Comendadores                                                   | Encinasola de los Comendadores                                                   | Encinasola de los Comendadores                                                   | Encinasola de los Comendadores                                                   |                                                                                  |                                                                                  |                                                                                  |